# Maliattha thermozona
Maliattha thermozona là một loài bướm đêm trong họ Noctuidae.